# Journal of Singularities
Journal of Singularities — математический журнал, публикующий работы в области теорий особенностей и связанных с ней разделов математики, таких, как дифференциальная геометрия, алгебраическая геометрия, коммутативная алгебра и др.
Журнал основан в 2010 г. по американским математиком Дэвидом Мэсси (David Bradley Massey), который является его главным редактором с момента основания по настоящее время. Журнал издаётся американской некоммерческой организацией Worldwide Center of Mathematics. Официальным языком журнала является английский, однако принимаются также статьи на немецком и французском языках.